# The Gardens' Bulletin Singapore
The Gardens' Bulletin Singapore o Gardens' Bulletin Singapore (abreviado Gard. Bull. Singapore) es una revista ilustrada con descripciones botánicas que es editada por el Jardín Botánico de Singapur. Comenzó su edición en el año 1947. Fue precedida por Gardens' Bulletin, Straits Settlements.
Gardens' Bulletin Singapore publica artículos originales y revisiones sobre la estructura de las plantas y la taxonomía, evolución y biogeografía, florística, ecología y conservación, así como campos relacionados, como la horticultura y la etnobotánica, con énfasis en la vida de las plantas del sudeste de Asia y el Pacífico.